# H.A. Der-Hovagimjan
H.A. Der-Hovagimjan (ibland stavat Ter-Hovakimjan; känd som DerHova) född i Toronto i Kanada, är en kanadensisk-armenisk låtskrivare, kompositör och producent. 
Han signerade sitt första inspelningskontrakt med nybildade Hi-Bias Records vid 17 års ålder. Över de kommande 15 åren kom han att arbeta under pseudonymen Mark Ryan.
Hans låt, "Qélé Qélé", framfördes av Sirusho Harutiunjan som Armeniens bidrag vid Eurovision Song Contest 2008 i Belgrad. DerHova komponerade låten, kom på låtens titel och producerade låten samt remixversionerna av låten. Av 43 deltagande länder slutade bidraget på en 4:e plats (Armeniens hittills bästa resultat) och fick flest 12-poängare av alla i tävlingen.
År 2010 gjorde han en bejublad remix av Sofi Mchejans låt "Lujs chavarum" från hennes debutalbum som släpptes år 2009.  
Den 5 september 2010 valdes hans låt, "Mama", framförd av Vladimir Arzumanjan att representera Armenien i Junior Eurovision Song Contest 2010 i Minsk, Belarus. Vid finalen den 20 november fick låten flest poäng av alla och Armenien vann tävlingen för första gången.
Våren 2011 producerade han låten "Ayo", som vid en nationell final tävlade om att framföras av Emma Bedzjanjan (Emmy) i Eurovision Song Contest 2011. Låten slutade tvåa i finalen, bakom "Boom-Boom" av Apricota.